# HMS Gurkha (1937)
HMS Gurkha – brytyjski niszczyciel z okresu II wojny światowej, typu Tribal, służący w Royal Navy w latach 1938–1940. Nosił znak taktyczny F20. Zatopiony został przez niemieckie lotnictwo podczas kampanii norweskiej 9 kwietnia 1940. Nazwę „Gurkha” nosił następnie kolejny niszczyciel z okresu II wojny światowej, typu L.

## Budowa
Okręt zamówiono 10 marca 1936 w ramach programu z 1935 roku i stępkę pod jego budowę położono 6 lipca 1936 w stoczni Fairfield Shipbuilding and Engineering Company w Govan w Szkocji. Kadłub wodowano rok później, 7 lipca 1937.
Okręt wszedł do służby w Royal Navy 21 października 1938 (budowa opóźniła się z powodu późnego dostarczenia uzbrojenia). Był to drugi okręt noszący tę nazwę, po niszczycielu z 1907 roku. Koszt budowy bez uzbrojenia i części wyposażenia wyniósł 340.997 funtów szt.

## Służba
„Gurkha” wszedł do służby w skład 4. Flotylli Niszczycieli na Malcie na Morzu Śródziemnym, gdzie przybył w listopadzie 1938. Uczestniczył w szkoleniu i wizytach zagranicznych. 2 marca 1939 miał kolizję w niszczycielem HMS „Sikh”, po czym był naprawiany na Malcie do kwietnia.
Tuż po wybuchu II wojny światowej, we wrześniu 1939 przeniesiony na Morze Czerwone (wraz z HMS „Sikh”, „Mohawk” i „Afridi”) w celu kontrolowania ruchów włoskich statków koło Massawy (Włochy nie przystąpiły jeszcze wówczas do wojny).
13 października wraz z flotyllą został przeniesiony na wody brytyjskie, wchodząc w skład Floty Metropolii (Home Fleet). Od 28 listopada 1939 do stycznia 1940 był remontowany w Southampton (stocznia Thornycroft w Woolston). Przez kolejne miesiące razem z niszczycielami 4. Flotylli przeważnie patrolował na Morzu Północnym. 24 lutego 1940 po północy zatopił bombami głębinowymi na północny zachód od Orkadów niemiecki okręt podwodny U-53. 9 marca, eskortując konwój HN-17 z Bergen do Szkocji miał kolizję z niszczycielem HMS „Kelly” z płynącego z naprzeciwka konwoju ON-18, w której odniósł lekkie uszkodzenia.
Tuż przed niemieckim atakiem na Norwegię, 7-8 kwietnia „Gurkha” patrolował w rejonie Stavanger z krążownikami HMS „Arethusa” i „Galatea” oraz z niszczycielami „Afridi”, „Sikh”, „Mohawk”, „Zulu”, „Cossack”, „Kashmir”, „Kelvin” a także polskimi OORP „Grom”,  „Błyskawica”, „Burza”, poszukując niemieckich okrętów, lecz bez kontaktu z nieprzyjacielem
Ponownie 9 kwietnia wyruszył z niszczycielami HMS „Afridi”, „Sikh”, „Mohawk”, „Somali”, „Matabele”, „Mashona” osłaniając krążowniki HMS „Manchester”, „Southampton”, „Sheffield” i „Glasgow”, mające zaatakować niemieckie okręty pod Bergen, lecz operacja została odwołana i okręty dołączyły do sił głównych Home Fleet. Po południu okręty brytyjskie były atakowane przez niemieckie bombowce (Ju 88 z KG.30 i He 111 z KG.26). W trakcie ataków niszczyciele się rozproszyły, co uznano później za błędną taktykę. O 15.07 „Gurkha” został poważnie uszkodzony wybuchem bomby tuż przy prawej burcie na rufie, który uszkodził poszycie i spowodował pożar oraz zalanie maszynowni i pomieszczeń na rufie oraz unieruchomił okręt. Wybuch uszkodził też radiostację i dopiero po godz. 17 udało się nawiązać łączność z krążownikiem „Aurora”, który następnie nadpłynął w celu asystowania. O 20.45 (czasu brytyjskiego) niszczyciel przewrócił się i zatonął na pozycji 59°13′N 4°00′E/59,216667 4,000000. Zginęło jedynie 16 ludzi załogi, w tym 5 oficerów, natomiast 194 uratował krążownik „Aurora”, a 5 niszczyciel „Mashona”.
„Gurkha” był pierwszym zatopionym spośród niszczycieli swojego typu Tribal oraz pierwszym brytyjskim niszczycielem zatopionym przez lotnictwo. Na prośby brytyjskich oddziałów Gurkhów, imię to otrzymał wkrótce po jego zatopieniu kolejny niszczyciel należący do typu L.
HMS „Gurkha” otrzymał dwa wyróżnienia bojowe (battle honours): Morze Północne 1940 i kampania norweska 1940.

### Dowódcy
- 14. 9. 1938 – ?. 1. 1940: Cmdr (kmdr por.) Frederick Parham[5]
- 10. 1. 1940 – 9. 4. 1940: Cmdr (kmdr por.) Anthony Buzzard[5]